# Estadio Nacional de Costa Rica (1924)
El antiguo Estadio Nacional de Costa Rica fue un estadio ubicado en el Parque Metropolitano La Sabana, en San José, Costa Rica. Fue demolido en mayo de 2008 y a partir de marzo de 2009 se edificó un nuevo recinto deportivo en el mismo lugar.

## La tacita de plata: el antiguo Estadio Nacional
El antiguo Estadio Nacional de Costa Rica fue un estadio de usos múltiples que se utilizaba sobre todo para los partidos de fútbol. El estadio llegó a tener una capacidad de 25.100 personas tras dos ampliaciones, inicialmente la primera a finales de los 50 cuando se añadió la gradería detrás de la portería este y una segunda a inicio de 1960. Fue construido el 29 de diciembre de 1924, en esta época  su capacidad era mucho menor. El estadio también albergó conciertos de artistas famosos como Aerosmith y Luciano Pavarotti, los traspasos de poder presidenciales desde 1949 hasta 2006 y la visita del papa Juan Pablo II en 1983 entre otros eventos.
El antiguo Estadio Nacional era sede de la Selección de fútbol de Costa Rica desde el 10 de mayo de 1941 hasta el año 1999, último año en el cual se dejó de utilizar por falta de algunos requisitos de FIFA, uno de ellos era que el estadio por haber sido edificado en 1924 tenía un error en su construcción original al estar la cancha con los marcos en dirección este-oeste, por lo cual la FIFA evaluó que la Selección de fútbol de Costa Rica no debía continuar utilizándolo.
Sin embargo el estadio se siguió utilizando para otras actividades deportivas nacionales como el atletismo, mientras tanto el Estadio Ricardo Saprissa se convirtió en la nueva sede de la Selección de fútbol de Costa Rica.
La demolición del estadio comenzó el 12 de mayo de 2008 y finalizó en el mes de julio de ese mismo año. El último partido de fútbol que se jugó antes de ser demolido fue entre la UCR (Universidad de Costa Rica) y el Brujas FC.

## Casa predilecta del deporte costarricense
El Estadio Nacional fue la casa predilecta del deporte desde su inauguración el 29 de diciembre de 1924 en el marco de la Olimpiada Centroamericana, héroes del ciclismo, atletismo, tiro y por supuesto fútbol pasaron año a año por un inmueble que con el paso del tiempo contempló también actividades culturales como conciertos y actividades políticas como traspasos de poderes de los presidentes del país.
Unos vivieron más que otros momentos memorables y hazañas invaluables del fútbol costarricense, en este Estadio los ticos disfrutaron de grandes hazañas deportivas, como en el Campeonato Concacaf de 1989, que con el gol de Pastor Fernández ante El Salvador este clasificó a los costarricenses al Mundial de 1990, también se recuerdan los grandes choques como el Alajuelense vs Boca Júniors de 1950, Herediano vs Sevilla de 1952 y Saprissa vs Real Madrid de 1961 o las finales de campeonato, Copa Interclubes de Uncaf y Copa de Campeones de Concacaf.

## 1961: Nace el "Clásico Añejo" de Concacaf
El antiguo clásico de Concacaf se denominaba "el clásico añejo o viejo", eran encuentros entre Costa Rica y México, ya que en 1961 con gol de Carlos Gobán, venció a México por primera vez en el Estadio Nacional, y así derivando en una gran rivalidad convirtiéndose el Estadio Nacional en la fortaleza del fútbol costarricense, incluso hasta en uno de los últimos clásicos añejos en este recinto, cuando Costa Rica vence en 1992 nuevamente a México con dos goles de Richard Smith.

## 1989: Una nación conoce a sus héroes
El 16 de julio de 1989, fue un día inolvidable para el fútbol costarrricense cuando Pastor Fernández anota el gol del triunfo ante El Salvador, durante el Campeonato Concacaf de 1989, ese gol significaría la primera clasificación de Costa Rica a un mundial: Italia 1990. En ese momento la alegría general de todo el estadio llenó de banderas con los colores de Costa Rica el recinto. Costa Rica logró uno de los más deseados objetivos del fútbol costarricense en esa época: su ansiada clasificación a un mundial por primera vez, así logrando que al final del Campeonato Concacaf de 1989, se termine clasificando en la primera posición.
A su regreso a Costa Rica, y gracias a su aceptable actuación en el mundial de 1990 los jugadores de la Selección de fútbol de Costa Rica serían recibidos como héroes nacionales, en el mismísimo Estadio Nacional.

## 2008: Los ticos le dicen adiós a su tacita de plata
Además de antigüedad, el estadio no cumplía con las regulaciones FIFA al encontrarse en dirección este-oeste, una orientación no aceptada por FIFA para juegos oficiales, ante esto un 12 de mayo de 2008, con un preludio de despedida se realiza el encuentro de fútbol que sería registrado como el último en este recinto: Universidad de Costa Rica vérsus el Brujas FC, además de una última carrera en la pista atlética del estadio en la cual el velocista nacional Nery Brenes sería el ganador. Finalizadas estas actividades deportivas, el público fue testigo de como aparecía un tractor de martillo hidráulico que comenzó a destruir una de las graderías ubicada en el sector sur del estadio. Al final el público se llevó para sus casas pedazos de ladrillos del estadio, e incluso se les permitió arracarar el césped en una forma de recordar para siempre a la Tacita de Plata que ese día moría. Como dato adicional actualmente lo reemplaza el Nuevo Estadio Nacional de Costa Rica en donde se encontraba este, se ubica en dirección norte-sur, como lo estipula la FIFA.

## Grandes selecciones que visitaron el Estadio Nacional
- Brasil
- Argentina
- Uruguay
- Colombia
- URSS (Actualmente Rusia)
- Polonia

## Grandes clubes que pasaron por la tacita de plata
- América, Guadalajara (México)
- Olimpia (Paraguay)
- Boca Juniors, River Plate, Racing, Independiente (Argentina)
- U. Católica, U. de Chile (Chile)
- América, Nacional, Independiente, Millonarios (Colombia)
- Nacional, Peñarol (Uruguay)
- Emelec, Barcelona (Ecuador)
- Sporting Cristal, Alianza Lima (Perú)
- Botafogo, Flamengo, Fluminense, Santos, Vasco da Gama, Palmeiras (Brasil)
- Stuttgart, Werder Bremen, Dortmund (Alemania)
- Legia (Polonia)
- Rapid Viena (Austria)
- Slovan Bratislava (Eslovaquia)*
- Sparta Praga (República Checa)*
- Real Madrid, Sevilla, Albacete (España)
- Génoa CFC, AS Roma (Italia)
- Goteborg, Malmö, Helsingborg (Suecia)
- Estrella Roja (Serbia)**
- Dínamo Zagreb (Croacia)**

(*) Antiguamente pertenecientes a Checoslovaquia

(**) Antiguamente pertenecientes a Yugoslavia